# Hadař běloploutvý
Hadař běloploutvý (Callechelys leucoptera) je paprskoploutvá ryba z čeledi hadařovití (Ophichthidae).
Druh byl popsán roku 1954 ichtyology Jeanem Cadenatem.

## Popis a výskyt
Maximální délka ryby je 73 cm.
Tělo podlouhlé, zploštělé, tmavé barvy. Bílé ploutve.
Byla nalezena ve vodách východního Atlantiku: od Senegalu po Pobřeží slonoviny. Obývá písčitá dna.